# UDPG pirofosforilasi
L'UDPG pirofosforilasi è un enzima che gioca un ruolo chiave nella glicogenesi, legando un gruppo UTP (uridina-trifosfato) al glucosio G1P, tramite la seguente reazione:
G1P + UTP {\displaystyle \rightleftharpoons } UDPG + PPi
La reazione è all'equilibrio ({\displaystyle \Delta }G {\displaystyle \sim }0 kJ/mol)
In questo modo il glucosio 1- fosfato viene attivato per poter essere assemblato formando il glicogeno. 
Il pirofosfato (PPi) viene dopodiché idrolizzato in 2 Pi tramite l'enzima pirofosfatasi.